# イギリス領ヴァージン諸島

イギリス領ヴァージン諸島
British Virgin Islands

イギリス領ヴァージン諸島（イギリスりょうヴァージンしょとう、英語: British Virgin Islands）は、カリブ海の西インド諸島にあるイギリスの海外領土（自治領）である。ヴァージン諸島の東側半分を占め、西側はアメリカ領ヴァージン諸島である。東にイギリス領アンギラがある。主都はロードタウン。

## 国名
2007年制定の憲法によると正式名称は単に The Virgin Islands（英語: ヴァージン・アイランズ）だが、アメリカ領ヴァージン諸島と区別するため一般的に British Virgin Islands （英語: ブリティッシュ・ヴァージン・アイランズ）と呼ばれる。略号は、BVI。
住民は 	British Virgin Islander（ブリティッシュ・ヴァージン・アイランダー）と呼ばれる。
日本語の表記は、イギリス領ヴァージン諸島、イギリス領バージン諸島、英領ヴァージン諸島、英領バージン諸島など。

## 歴史
1493年にクリストファー・コロンブスにより「発見」され、1648年にオランダ人が植民を開始したが、1672年にイギリスに併合された。

## 政治
イギリスの海外領土の「第三類型」に属する。イギリス国王の代理人である総督 (governor) が、本国から離れた現地において国家元首としての儀礼的職務を代行する。
議会（立法機関）は、一院制で、「Legislative Assembly」と呼ばれる。全13議席で、9議席を小選挙区制選挙、4議席を大選挙区制選挙により選出する。任期は4年。二大政党制である。
行政府の長である首相 (Premier) は、議会選挙の直後、議員の中から総督によって任命される。多数派政党の党首が任命される慣例となっている。首相が島を48時間以上離れるときには、副首相に首相職務を遂行する権限を与えるものと憲法で定められており、このため首相が休暇などでヴァージン諸島を離れる際には、副首相が一時的に首相権限を代行することが発表される。
国歌はイギリスの国歌と同じであるが、地域歌として2013年に『ああ美しきヴァージン諸島』を採択している。

## 地理

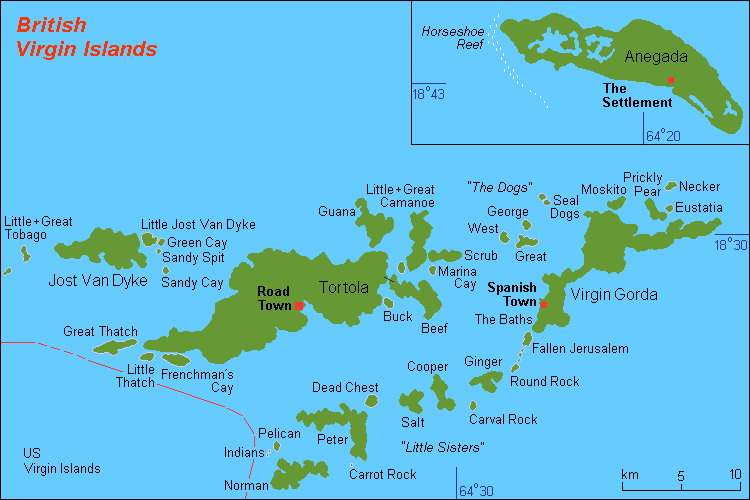
地図

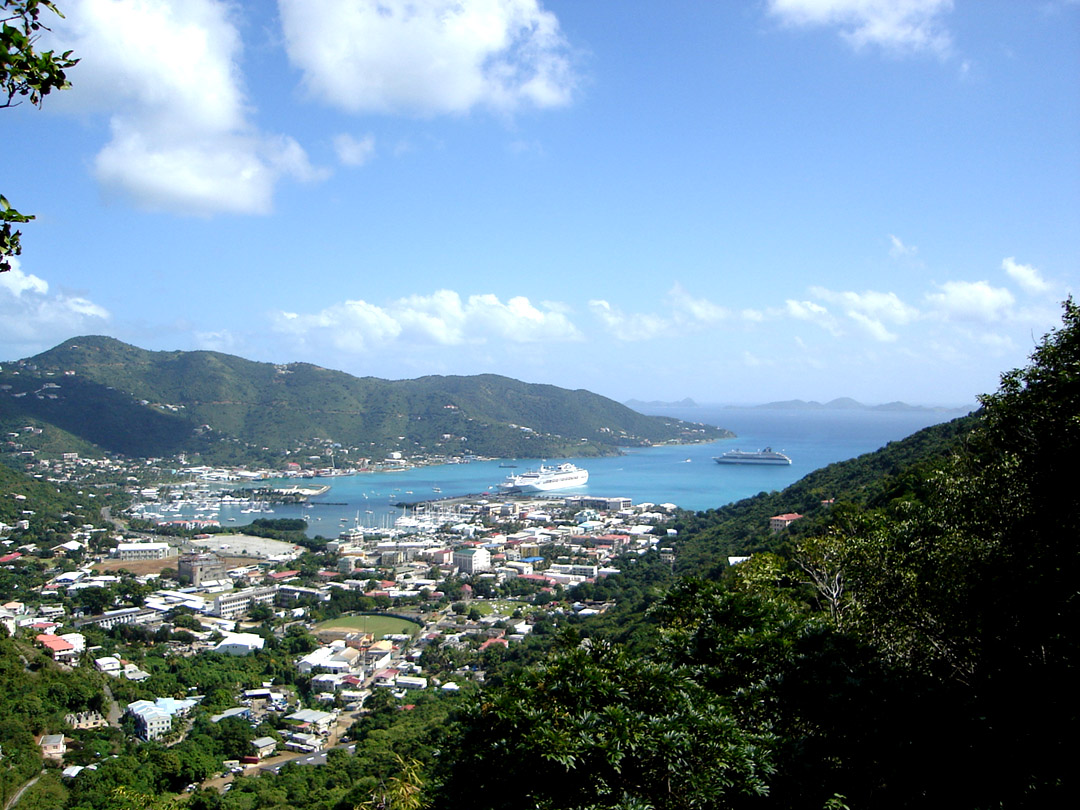
トルトラ島ロードタウン

人が定住する島は16で、小さな無人島が50近くある。主な島は以下の4島:
- トルトラ島  (Tortola)
- ヴァージン・ゴルダ島 (Virgin Gorda)
- アネガダ島 (Anegada)
- ヨスト・ヴァン・ダイク島  (Jost Van Dyke)

それ以外の島々は、以下の小島で少数の人が住む島もいくつかあるが、ほとんどは無人島である。
- ノーマン島 (Norman)
- ピーター島 (Peter)
- ソルト島 (Salt)
- クーパー島 (Cooper)
- ジンジャー島 (Ginger)
- フォーレン・エルサレム島 (Fallen Jerusalem)
- グレート・サッチ島 (Great Thatch)
- グレート・トバゴ島 (Great Tobago)
- リトル・サッチ島 (Little Thatch)
- フレンチマン・キー (Frenchman's Cay)
- リトル・トバゴ島 (Little Tobago)
- リトル・ヨスト・ヴァン・ダイク島 (Little Jost Van Dyke)
- サンディ・キー (Sandy Cay)
- グアナ島 (Guana)
- グレート・カマノウ島 (Great Camanoe)
- ビーフ島 (Beef)
- スクラブ島 (Scrub)
- グレート・ドッグ島 (Great Dog)
- リトル・ドッグ島 (Little Dog)
- モスキート島 (Mosquito)
- プリクリー・ペア島 (Prickly Pear)
- ネッカー島 (Neckar)

亜熱帯気候。貿易風の影響により、一年を通して気温は25℃から30℃辺りで安定している。
ヴァージン諸島最高峰でもあるセージ山 (520m) がある。

## 経済
経済は、西側のアメリカ領ヴァージン諸島と密接不可分の関係にあり、通貨も1959年以来アメリカ合衆国ドルが使用されている。産業は、国民所得の約半分を観光業に依存しており、農業用地を確保できないため、ラム酒製造や漁業が行われている。
世界的な租税回避地（タックス・ヘイヴン）であり、2010年9月、英国のシンクタンクにより、世界第40位の金融センターと評価されている。

## 住民
人口の約8割は、18世紀にアフリカ大陸から奴隷として連れてこられた黒人の子孫である。混血のムラートや白人も少数いる。
2012年の国勢調査によると、宗教を信仰している人の90%以上がキリスト教徒であった。主な宗派はメソジスト (17.6%) 、聖公会 (12%) 、チャーチ・オブ・ゴッド (11%) 、カトリック (9%) など。
使用言語は英語。

## 交通
3つの空港がある。トルトラ島には空港はないが、すぐ隣にあるビーフ島にテラス・B・レットサム国際空港があり、トルトラ島とは橋でつながれている。ヴァージン・ゴルダ島とアネガダ島にも空港がある。
イギリス領ヴァージン諸島では船の交通も良く、アメリカ領ヴァージン諸島から船で簡単に行ける。

## 紋章の象徴
イギリス領ヴァージン諸島の紋章には、紀元4世紀のブリタニア出身の聖女であり、ドイツのケルンの守護聖人である聖ウルスラの絵が描かれている。またその周囲には11個のランプが装飾として描かれているが、これはウルスラと共に殉教したとされる伝説の1万1千人の乙女を象徴している（すなわち、「11 millia の乙女たち」で、ランプ一基が千人の乙女を表す）。

## スポーツ
クリケットは人気スポーツの一つである。トップ選手が参加するテスト・クリケットは、他のカリブ海諸国などとの多国籍チームである西インド諸島代表として国際試合を行っている。

## 出身者
- エイボンデール・ウィリアムズ（英語版） - 元サッカー選手
- Iyaz - 歌手